# Литвинов, Николай Михайлович
Николай Михайлович Литви́нов (30 апреля (12 мая) 1846 — 15 (28) декабря 1906) — губернатор Акмолинской области, генерал-майор.

## Биография
Дворянин Пензенской губернии. Окончив образование в частном учебном заведении, поступил вольноопределяющимся в лейб-гвардии Преображенский полк. В 1863 году, будучи уже прапорщиком названного полка, участвовал в усмирении польского мятежа.
Прослужив в полку пять лет, Н. М. Литвинов 19 февраля 1868 года по домашним обстоятельствам вышел в отставку. Но 24 ноября 1874 года снова поступил на военную службу и затем в составе Нижегородского полка принимал участие в Русско-турецкой войне 1877—78 годов. Отличился во многих сражениях, в том числе во время трёхдневного боя с турками у Аладжинских высот, в кавалерийском набеге у села Джала, при штурме Карса и во время блокады Эрзерума.
По окончании войны служил сначала при штабе Харьковского военного округа, затем состоял адъютантом великого князя Константина Николаевича и наконец был прикомандирован к Министерству внутренних дел. С 1901 года — генерал-майор.
В июле 1905 года был направлен в Курскую губернию для усмирения вспыхнувших там беспорядков и в течение двух недель восстановил порядок без кровопролития, убеждением. Вскоре он получил новую командировку в Ставрополь, где также восстановил порядок.
В 1906 году был назначен первым гражданским губернатором Акмолинской области, куда и выехал из Петербурга 12 ноября вместе с семьёй. Был застрелен террористами в Омске 15 декабря 1906 года, когда он шёл домой. Трое террористов сперва ранили генерала, потом добили его контрольным выстрелом в голову. При бегстве один из покушавшихся застрелил приказчика местного магазина, пытавшегося задержать убийцу. Террористы не были пойманы.
Похоронен на Смоленском кладбище Петербурга.